# Энетор
Энетор (также Сырковое) — пресноводное озеро в Ханты-Мансийском районе Ханты-Мансийского автономного округа — Югры России, находится на Кондинской низменности, в 32 км к юго-западу от села Алтай.
Располагается на высоте 38 м над уровнем моря, в междуречье притоков Конды (рек Кама и Мордъега). Имеет форму неправильного овала. Площадь озера составляет 43,41 км². Длина озера 9 км, ширина в средней части достигает 6,5 км. Берега низменные, заболоченные, местами покрытые участками хвойного бора. Близ южного берега располагается остров Шаманский.
Значительных притоков не имеет. На севере вытекает протока, впадающая в Каму. Напротив устья этой протоки имеется ещё один небольшой остров.
В озере обитает пелядь, окунь и крупная щука.